# William M. Furnish
William Madison Furnish (né le 17 août 1912 à Tipton, dans l'Iowa et décédé le 9 novembre 2007) est un paléontologue américain.

## Publications
- (en) Furnish W.M., 1938. Conodonts from the Prairie du Chien (Lower Ordovician) beds of the upper Mississippi valley. Journal of Paleontology, volume 12, No. 4, July 1938, pages 318-340 (URL stable sur JSTOR).
- (en) Rexroad C.B. & Furnish W.M., 1964. Conodonts from the Pella Formation (Mississippian), South-Central Iowa. Journal of Paleontology, Vol. 38, No. 4 (Jul., 1964), pages 667-676 (URL stable sur JSTOR).

## Récompenses et hommages
William M. Furnish a reçu la médaille de Pander décernée par la Pander Society en 1977.
Le nom de genre de conodontes Furnishina Müller, 1959 est un hommage à W.M. Furnish.